# نادي المدائن
نادي المدائن الرياضي (بالإنجليزية: Al-Madain SC) هو فريق كرة قدم عراقي مقره في بغداد، يلعب في الدوري العراقي الدرجة الثالثة.